# Landslide (Héroes)
"Landslide" es el vigésimo segundo episodio de la serie de televisión estadounidense, Héroes

## Trama
Claire y Noah logran reunirse, pero Peter comienza a copiar el poder de Ted y en consecuencia casi explota. Peter le pide a Claire que lo mate pero Peter controla su nueva habilidad y evita explotar.
Por otra parte Hiro entra en un estado de depresión, por haber causado la destrucción de su espada, sin embargo Ando consigue una dirección de un reparador de espadas antiguas.
Claire entra en un acuerdo con su padre de regresar con el y su familia a una vida normal, pero por ahora decide acompañar a Peter y a Ted en su viaje por dejar la ciudad, por desgracia Sylar gracias a su súper audición se entera del plan.
Nathan comienza a preocuparse cada vez por su bajo número de votantes, sin embargo Linderman entonces trata de apaciguar a Nathan convenciéndolo de que ganara e incluso cura a Heidi de su parálisis.
Micah sigue siendo prisionero de Candice y después de que Candice le regale a Micah toda una serie de historietas genuinas Micah admite que es una persona agradable, acto seguido Micah le pregunta a Candice por qué ella no usa sus poderes para ser una heroína, Candice entonces le dice que él es demasiado joven como para entender como luce de verdad el mundo y le asegura segura que el Sr. Linderman corregira todo eso. 
Hiro y Ando se vuelven encontrar con Nathan, Hiro entonces le pide ayuda a Nathan pero este último se niega y les asegura que la bomba no puede evitarse.
Más tarde ya en la tienda Hiro le implora al empleado que lo ayude sin embargo este les dice que todo dependerá de un hombre quien resulta ser: Kaito Nakamura. Hiro sorprendido le pregunta su padre que es lo que hace en New York, Kaito le responde que se quedó para observar el desarrollo de su viaje y le pide que hablen a solas, Hiro accede, aun contra los deseos de Ando, una vez adentro de la habitación Hiro le asegura a su padre que el no abandonara su misión, Kaito le dice que comprende su misión y que lo entrenara para asegurarse de que Hiro finalmente sea capaz de matar a Sylar. 
Hiro usa de guía el relato de Takezo Kensei y así comprende de lo que se trata el valor hasta que finalmente logra derrotar a su padre en el entrenamiento, Hiro sale a decírselo a Ando pero pronto se entera de que Ando no queriendo terminar muerto fue tras Sylar. 
Linderman manda a Candice y a Micah a cambiar los votos por Nathan Petrelli en las cabinas de elecciones, gracias al intelecto de Micah, logran cambiar todos los votos sin necesidad de probar en otras cabinas distintas debido a que todas ellas están conectadas a red, aunque lo hace de una manera muy deprimente y forzosa.
Nathan ve en la pantalla como sus votos se incrementan y gana por una Victoria aplastante, en ese mismo momento Jessica y D.L. llegan ante Nathan queriendo que este les diga el paradero de Linderman para finalmente matarlo por el secuestro de Micah.
Claire, Peter y Ted intenta salir de la ciudad en el próximo vuelo, sin embargo Sylar quien los acecha delata la ubicación de Ted y es encarcelado, Peter y Claire se ven en la obligación de escapar, esa misma noche Sylar ataca el camión en donde Ted iba preso y mata a Ted. Unas horas después Peter y Claire ven el cadáver de Ted y se marchan asustados.  
Matt y Noah entran al edificio de la plaza Kirby gracias ala telepatía de Matt, en el progreso Matt y Noah se topan con Jessica y D.L. y luego de compartir el elevador Noah les dice que Linderman esta en el piso 51.
Jessica y D.L alcanzan a Linderman cuando este se encontraba a punto de tomar un vuelo, Jessica lo empuja hacia la pared y le exige que le diga donde esta Micah, pero el Sr. Linderman trata de persuadir a Jessica de matar a Micah por una truculenta cantidad de dinero, mientras Jessica lo considera, Linderman le ofrece más y esta vez con la condición de que mate a su esposo, Jessica al no comprender nada de la moralidad hace que Niki retome el control, Linderman molesto le dispara a Niki, D.L. se interpone en el disparo recibiéndolo y como último acto matando al Sr. Linderman con su habilidad de intangibilidad.
Mohinder y Thompson se preparan para defender a Molly de los asesinos que vienen por ella, un tiroteo toma lugar y justo cuando Thompson iba a matar a Matt, Noah aparece y mata a Thompson, Matt y Noah llegan ala habitación y se topan con la sorpresa de que una niña es el sistema de rastreo, Mohinder derriba a Matt y apunta a Bennet, pero Noah apunta a Molly y le asegura a Mohinder que si no suelta el arma ella morirá.
Nathan gana oficialmente y dice su discurso, mientras en una azotea Sylar con una nueva habilidad de radiación observa la ciudad y sarcásticamente dice: BOOM!!!.